# Алесандра Аморозо
Алесàндра Аморòзо (на италиански: Alessandra Amoroso; * 12 август 1986 в Галатина, Италия) е италианска певица.
Постига успехи през 2009 г. благодарение на участието и победата в осмото издание на шоуто за таланти „Приятели на Мария де Филипи“ (Amici di Maria De Filippi).
В хода на кариерата си има седем Музикални награди „Уинд“ заради музикалните си продажби, две Награди Ем Ти Ви и една награда за Най-добър южноевропейски изпълнител. Номинирана е за Световните музикални награди, Награди TRL и Наградите Никелодеон Kid's Choise Award, освен че присъства в Лос Анджелис като италиански говорител на spotify egual.

## Биография

### Дебют и победа в шоуто за талантиAmici
Алесандра Аморозо е родена на 12 август 1986 г. в град Галатина, Южна Италия, от баща от Алесано и майка от Отранто.
От ранна възраст участва в множество състезания на местно ниво. През юни 2007 г. печели второто издание на състезанието „Прасковени цветчета“ (Fiori di Pesco) в Пулия.
На 17 г. участва в прослушванията за шоуто за таланти „Приятели на Мария де Филипи“ (Amici di Maria de Filippi), но не е приета, въпреки че е преминала през няколко прослушвания. Решава да остави всичко и да стане монахиня, което не е очудващо предвид силната ѝ католическа вяра (пяла е и в енорийския хор), но това не се реализира. Аморозо все пак успява да влезе в шоуто в осмото му издание (октомври 2008 – януари 2009). По онова време тя работи като продавачка.
Първият сингъл на певицата е Immobile („Неподвижна“), който достига първата позиция на Топ сингли на Италия и е сертифициран като платинен от FIMI. На 11 септември 2009 г. Аморозо влиза във вечерната фаза на шоуто за таланти Amici. На 14 септември 2009 г. тя е обявена за победителка, като получава първата награда от 200 хил. евро. Същата вечер получава и Наградата на критиката – стипендия на стойност 50 хил. евро.

### СингълStupida
На 27 март 2009 г. излиза вторият сингъл на певицата Stupida („Глупава“). Песента вече е представена в третия епизод на „Приятели на Мария де Филипи“. Сингълът постига голям успех в Италия, достигайки върха на Топ сингли, и предшества издаването на едноименното EP на Аморозо, което излиза на 10 април 2009 г. с лейбъла Сони Мюзик. Записът се радва на голям успех след публикуването си: става златен благодарение на предварителните поръчки и по-късно е сертифициран с тройна платина за над 180 хил. продадени копия в Италия. На 19 септември 2009 г. Аморозо, по случай годишните Награди Уинд (Wind Music Awards), получава два мултиплатинени диска за продажбите на EP-то. Кавър на песента Stupida е записан на испански от певицата Ла Индия, озаглавен Estupida.
През семестър 2009 г. певицата е заета с турнето си „Глупава“ (Stupida tour) и с участия в музикални събития. На 16 септември 2009 г. в Торино тя участва в Amici – La sfida dei talenti – шоу, водено от Мария Де Филипи, в което участват някои от главните герои на шоуто за таланти от първите му 8 издания, по време на което тя е победена в певческото предизвикателство от Карима – състезателка в шестото издание.
На 21 септември тя участва в благотворителния концерт „Приятелки за Абруцо“ (Amiche per l'Abruzzo) по идея на Лаура Паузини в помощ на населението, засегнато от земетресението в Акуила през 2009 г., а на следващия ден участва в Нощта на таранта (Notte della Taranta) в Мелпиняно.

### Дебютен албумSenza nuvole
На 25 септември 2009 г. Алесандра Аморозо издава дебютния си албум Senza nuvole („Без облаци“) в стандартно и в специално издание (с допълнително DVD). Албумът е предшестван от сингъла Estranei a partire di ieri („Отчуждени от вчера“), който се върти по радиото от края на август.
На 3 октомври тя гостува в Лампедуза на събитието O'Scià на Клаудио Балиони.
На 8 октомври певицата представя за първи път на живо албума си в Limelight в Милано с вход, запазен за победителите в различни конкурси, организирани от радио Kiss Kiss – спонсор на събитието, от Fornarina, Ем Ти Ви Италия, фенблога и от самата Сони Мюзик, чрез OpenDisc съдържанието, включено в албума Senza nuvole. Феновете успяват да присъстват на прожекцията на концерта в 37 избрани кина в цяла Италия, които излъчват събитието на живо по сателит с висока разделителна способност. Събитието впоследствие се предлага отново на 20 декември 2009 г. на третата вечер по телевизионния канал Italia 1, като получава почти 10% дял на гледяемост.
Албумът дебютира на върха на Класацията за албуми на FIMI и запазва позицията четири последователни седмици.
Вторият сингъл от албума е заглавната песен Senza nuvole, която по-късно е сертифицирана като платинена и която е един от саундтраковете на Amore 14 – филм на Федерико Моча.
През ноември певицата се присъединява към Джани Моранди като водеща на Grazie a tutti – вариететно предаване от четири вечери, излъчвани по канал Rai 1. Заедно с Моранди тя записва и дуета Credo nell'amore („Вярвам в любовта“), съдържащ се в албума на певеца Canzoni da non perdere.
За да съвпадне с началото на турнето Senza nuvole live tour, на 22 януари 2010 г. по радиото почва да се върти третият сингъл от албума – Mi sei venuto a cercare tu („Ти дойде да ме потърсиш“).
По време на третата и четвъртата вечер на Фестивала на италианската песен в Санремо 2010 Аморозо стъпва на сцената на театър Аристон в дует с победителя на фестивала Валерио Скану в песента Per tutte le volte che... („За всичките пъти, в които“).
На 2 април 2010 г. излиза четвъртият сингъл от албума на певицата – Arrivi tu („Идваш ти“).
На 8 май 2010 г. тя участва в наградите TRL Awards 2010 за двете си номинации, получени в категорията „Първа дама на Ем Ти Ви“ и My TRL Best Video. Тя също така участва в Музикалните награди Уинд 2010, печелейки мултиплатинена награда за албума си Senza nuvole.
През лятото на 2010 г. Аморозо участва в турнето си на живо „Безоблачно лято“ (Un'estate senza nuvole live tour) – промоционално турне на албума Senza nuvole, който впоследствие е сертифициран като четири пъти платинен от FIMI за над 240 хил. продадени копия.

### АлбумIl mondo in un secondoи концертен албумCinque passi in più
На 1 септември 2010 г. излиза сингълът La mia storia con te („Моята история с теб“) – първият сингъл от албума на Аморозо с нови песни Il mondo in un secondo („Светът в една секунда“), публикуван на 28 септември 2010 г. от Сони Мюзик. Албумът и сингълът, избрани като саундтрак на телевизионния сериал „Дъщерята на Елиза 2“, достигат съответно първата и втората позиция в италианските класации; албумът също е сертифициран като четири пъти платинен за повече от 200 хил. продадени копия в Италия. През ноември излиза вторият сингъл Urlo e non mi senti („Крещя и не ме чуваш“).
Албумът е последван от турнето Il mondo in un secondo Tour, състоящо се от две дати през декември 2010 г. (едната от които е излъчена по канал Italia 1 на 25 декември) и останалите дати от март 2011 г. нататък. Заедно с началото на турнето е издаден и третият сингъл от албума – Niente („Нищо“), а на 20 май 2011 г. излиза четвъртият сингъл Dove sono i colori („Където са цветовете“). Певицата е отличена на Музикалните награди Уинд 2011 за продажбите на албума Il mondo in un secondo.
На 23 септември 2011 г., по време на гостуването си във вариететното телевизионно предаване I miglior anni, е обявено издаването на концертен албум през декември, включващ пет неиздавани парчета.
На 29 септември тя гостува в Лампедуза за втора поредна година на събитието O'Scià на Клаудио Балиони.
На 4 ноември 2011 г. певицата пуска неиздавания си сингъл È vero che vuoi restare („Вярно е, че искаш да останеш“), който предшества концертния ѝ албум Cinque passi in più („Пет стъпки в повече“). Дискът се разпространява от 5 декември, достигайки втора позиция в Италианската класация на албумите. На 20 януари 2012 г. излиза вторият сингъл Ti aspetto („Очаквам те“). Месец преди началото на Фестивала в Санремо през 2012 г. участието ѝ като гостенка е обявено в петъчната вечер на дуетите, където пее с Ема Мароне песента Non è l'inferno („Не е адът“). Тази версия също е пусната в преизданието на албума на Ема Sarò libera, издаден на 15 февруари 2012 г. През същия месец певицата е номинирана за наградите Nickelodeon Kids 'Choice Awards 2012 в категорията „Най-добър италиански певец“.
На 31 март 2012 г. Алесандра Аморозо се завръща в шоуто за таланти Amici di Maria De Filippi, в което е победителка през 2009 г. Тя се завръща в състезанието заедно с други осем добре познати лица, излезли от шоуто, с предизвикателство, разделено на девет епизода. По време на програмата певицата представя сингъла Ciao, който впоследствие става златен. Той е изваден от преиздадения ѝ албум Cinque passi in più, издаден на 22 май 2012 г. със заглавието Ancora di più – Cinque passi in più, съдържащ още три неиздавани песни. Преизданието, една седмица след публикуването му, достига върха на италианската класация. На 26 май 2012 г. Аморозо е отличена на Wind Music Awards за продажбата на албума.
Тя е победителка в категория Big на вечерта на 11-ото издание на Amici, като по този начин получава възможността за безплатен концерт на Арена ди Верона: Концертът на победителя – Tezenis Live, който Аморозо желае да сподели с Ема Мароне. Концертът се провежда на 5 септември и след това е излъчен по телевизионния канал Canale 5 на 6 септември. Гости на вечерта са Пино Даниеле, Фиорела Маноя, с които тя пее в дует, Марко Карта и Аннализа.
На 27 септември певицата участва в праймтайма на десетото издание на O'Scià в Лампедуза. Пее и в дует с Биаджо Антоначи на етап от турнето му Insieme Finire.
През 2012 г. тя създава официалния си фенклуб. Освен това прави два концерта: в Кастелсардо за Новата 2013 година и на 2 януари 2013 г. в Скафати.

### АлбумAmore puroи концерт-събитие на Арена ди Верона
На 13 април 2013 г. Аморозо гостува на третия епизод на 12-ото издание на вечерната част на шоуто Amici di Maria De Filippi в дует с участник в състезанието и по този повод обявява издаването на новия си албум за месец септември същата година.
На 11 май тя участва с други изпълнители в концерта, организиран от Радио Италия на площад Дуомо в Милано. На 27 май чрез прессъобщение, публикувано във Фейсбук, е обявено, че новият албум ще бъде продуциран от Тициано Феро. Показан предварително на уебсайта на издателство Мондадори, певицата потвърждава на 16 август, че новият ѝ албум ще бъде озаглавен Amore puro („Чиста любов“) и ще излезе на 24 септември; по-късно, на 21 септември тя публикува обложката му на официалната си Фейсбук страница. Сингълът, който има същото заглавие, е издаден на 30 август, дебютира под номер 4 в класацията Топ сингли на FIMI и е сертифициран като платинен. Албумът Amore puro е издаден на 24 септември 2013 г. На 11 октомври 2013 г. той е сертифициран като златен от FIMI за над 30 хил. продадени копия, а по-късно е сертифициран като двойно платинен за над 100 хил. продадени копия.
На 29 октомври излиза трибютният албум към Лучо Дала на Фиорела Маноя, озаглавен A te, в който тя пее с Аморозо в дует песента La sera dei miracoli („Вечерта на чудесата“).
През декември Аморозо стартира турнето си в Италия Amore puro tour.
На 15 ноември по италианските радиа излиза вторият сингъл Fuoco d'artificio („Фойерверк“). На 31 декември певицата участва в новогодишния концерт на площада в Салерно.
На 15 февруари в шоуто Amici di Maria De Filippi Аморозо представя третия сингъл от албума си – Non devi perdermi („Не трябва да ме губиш“), впоследствие сертифициран като златен от FIMI.
На 3 май 2014 г. тя изпълнява химна на Италия преди финала за Купата на Италия 2013 – 2014. Тя пее и L'amore altrove („Любовта другаде“) в дует с Франческо Ренга в новия му албум Tempo reale. Песента излиза като сингъл на 9 януари 2015 г.
На 19 май на Арена ди Верона се състои концерт-събитие на Аморозо, в който участват Ема, Аннализа, Морено, Фиорела Маноя, Марко Менгони и комикът Джорджо Панариело. Шоуто, озаглавено „Алесандра Аморозо в Amore puro“, е излъчено на 30 юли 2014 г. по телевизионния канал Canale 5 и има 11,93% дял на гледяемост.
На 21 юни 2014 г. певицата печели наградата „Жената чудо“ на Наградите на Ем Ти Ви 2014 в конкуренция с Кейти Пери, Лаура Паузини и Майли Сайръс. През същия месец тя се изявява на третата вечер на Летния фестивал (Summer Festival) в Рим, където пее Non devi perdermi („Не трябва да ме губиш“) .
На 27 юни 2014 г. излиза четвъртият сингъл от албума – Bellezza, incanto e nostalgia („Красота, омагьосване и носталгия“), чийто видеоклип излиза на следващия ден по Ютюб. Сингълът е сертифициран като златен за над 15 хил. продадени копия. На 24 октомври е ред на петия сингъл от албума – L'hai dedicato a me („Посвети го на мен“).
На 11 декември 2014 г. Аморозо участва в етап от турнето на Пино Даниеле, а по-късно и в 22-рото издание на Коледния концерт във Ватикана.
На 2 януари 2015 г. взима участите в концерт в Соренто.

#### Победа на MTV EMA 2014 като най-добър италиански изпълнител и най-добър южноевропейски изпълнител
На 16 септември 2014 г. певицата печели петата си номинация в категорията за най-добър италиански изпълнител на Музикалните награди Ем Ти Ви Европа 2014, след като побеждава останалите четири номинирани (Диър Джак, Леванте, Морено и Роко Хънт) чрез гласуване в Туитър.
Тя печели наградата на 23 октомври, след като побеждава Капареца, Клуб Дого, Емис Кила и Джорджа, и следователно се състезава за наградата за най-добър изпълнител на Южна Европа, която печели на 30 октомври, побеждавайки Енрике Иглесиас (Испания), Индила (Франция), Дейвид Карейра (Португалия) и Вегас (Гърция).
Тази победа ѝ позволява да представлява Южна Европа на 9 ноември в SSE Hydro в Глазгоу и да бъде сред десетте световни финалисти, които се състезават за наградата Worldwide Act, спечелена от китайския изпълнител Биби Чжоу.

#### Книга „A mio modo vi amo“ и сътрудничество
На 22 януари 2015 г. певицата обявява издаването на авторската си книга A mio modo vi amo („По своя начин ви обичам“), която събира различни истории и мисли, написани от нейните фенове. Публикувана на 10 март, книгата постига невероятен търговски успех: за по-малко от седмица тя достига върха на литературната класация и за по-малко от месец след публикуването си е препечатана след хиляди продадени копия.
В първите дни на февруари певицата постига две цели: 100 милиона гледания на канала си Vevo и над 1 млн. продадени копия, като получава 16 платинени диска за публикуваните албуми за малко над пет години кариера. Тези числа са сравними с тези на международните изпълнители. На 9 февруари тя е главната героиня на сп. Ролинг Стоун в броя, озаглавен „100-те лица на италианската музика", който събира най-влиятелните лица на италианската музикална сцена.
На 18 април 2015 г. певицата пее в дует със Сташ от група The Kolors сингъла Me Minus You в шоуто за таланти Amici di Maria De Filippi На 14 юни същата година печели наградата „Жената чудо“ на Наградите на Ем Ти Ви Италия 2015, надминавайки останалите кандидатки: Аннализа, Ариана Гранде и Тейлър Суифт.
На 21 юни тя пее в Торино пред папа Франциск официалния химн за събора на младежите, написан специално за папското посещение.
На 28 юли 2015 г. излиза сингълът A tre passi da te („На три крачки от теб“) на реге групата Boomdabash, изпят в дует с певицата и сертифициран като златен. В същия ден Аморозо обявява, че има два възела на гласните си струни и на 29 юли 2015 г. се подлага на успешна операция.

### Alessandra Amoroso– първи албум на испански език
На 15 септември 2015 г. излиза първият сингъл на Аморозо на испански език, озаглавен Grito y no Me Escuchas, преведена версия на песента Urlo e non mi senti („Крещя и не ме чуваш“), написана от Кеко от група Модà и съдържаща се в албума Il mondo in un secondo. Сингълът е особено успешен в Мексико, където се нарежда сред най-популярните испански радио песни в страната.
С прессъобщение Сони Мюзик Испания разкрива, че първият албум на италианската изпълнителка на испански език ще носи заглавието Alessandra Amoroso и ще излезе на 18 септември 2015 г. Албумът съдържа 12 от най-големите хитове на Аморозо, адаптирани на испански, и един неиздаван сингъл. Сингълът е специално записан за този проект и е озаглавен Me siento sola („Чувствам се сама“). Той е изпят в дует с Марио Дом – известен латино певец, член на група Камила, и е публикуван като втори сингъл на испански на 30 юли 2015 г. Сингълът, който не е издаден в Италия, а само в латинските страни, веднага се радва на радиоуспех, особено в Испания, където веднага се появява сред най-популярните песни по радиото. И в Мексико песента е горещо приветствана, достигайки в рамките на няколко седмици до шестата позиция в класацията на най-излъчваните испански песни, и остава в първата десетка в продължение на девет последователни седмици. Песента е записана в Лос Анджелис в Speakeasy Studios LA и вижда сътрудничеството на Мат Лауг (Алис Купър, Слаш, Васко Роси) на барабаните заедно със звукорежисьорите Саверио Принчипини и Марко Сондзини. След излизането си албумът достига позиция 31 в Испания и пада само до номер 39 след 7 седмици.
През ноември Алесандра заминава за промоционално турне в много страни от Латинска Америка, като се започне с Коста Рика, и също така се изявява в САЩ за първи път по телевизията на живо. В края на месеца Алесандра се завръща в Латинска Америка и продължава промоционалното си турне в Мексико и Аржентина чрез радиото и телевизията.
Обявен е и третият ѝ официален сингъл от албума: Este amor lo vale, издаден на 22 януари 2016 г.

### АлбумVivere a coloriи Книга на рекордите на Гинес
На 7 ноември 2015 г. Аморозо представя сингъла си Stupendo fino a qui („Прекрасно дотук“) за първи път по време на гостуването си в телевизионната програма Tú sí que vales. Сингълът стартира по радиото на 13 ноември и излиза за безплатно сваляне на нейната Фейсбук страница.
На 11 декември певицата обявява новия си 4-ти студиен албум, озаглавен Vivere a colori („Да живееш цветно“), който излиза на 15 януари 2016 г. В същия ден тя обявява две предварителни прояви на турнето Vivere a colori: на 27 май в Палалотоматика в Рим и 30 май на Медиоланум Форум в Асаго, като двете дати са обявени за разпродадени и са повторени през октомври.
На 8 януари 2016 г. албумът е достъпен на дигиталната платформа АйТюнс като предварителна поръчка: с резервацията му се получава и достъп до песните Stupendo fino a qui, La vita in un anno и Il mio stato di felp . Също така, 12 часа след пускането, и трите песни достигат върха на класацията на iTunes, заемайки първите три позиции на платформата.
На 14 и 19 януари 2016 г. Аморозо прави премиера на албума на пл. Чита ди Ломбардия в Милано и на пл. Сант'Оронцо в Лече. В програмата има песни от предишните ѝ албуми (Estranei a partire da ieri, Immobile) и песни от албума Vivere a colori, които са достъпни на следващия ден (Stupendo fino a qui, La vita in un anno, Il mio stato di felicità, Vivere a colori и Comunque andare). Освен това, по време на събитието, площадът се трансформира в експлозия от цветове благодарение на участието на феновете, които танцуват под нотите на Vivere a colori заедно с певицата.
Албумът е издаден на 14 януари 2016 г. В първия ден на публикуване той веднага получава добър отзвук на национално ниво, позиционирайки се директно на първата позиция в iTunes в Италия и с три песни от албума в Топ 3 на iTunes. Успех има и в международен план, влизайки в Топ 10 на iTunes в Естония, Малта и Швейцария, в топ 100 на iTunes в различни страни като Белгия, Словения, Германия, Мексико, Латвия, България, и в Топ 200 на iTunes в Австрия, Испания и Ирландия. Има 10 сингъла, които влизат в Топ 200 на iTunes Италия в деня на излизането на албума. Албумът се нарежда на номер 1 сред най-продаваните албуми в Италия, като кара на нарастне рекорда на певицата, чиито всички студийни албуми дебютират на първа позиция.
През януари 2016 г. албумът се класира на 18-о място в Класацията на най-продаваните албуми в света, докато през ноември е сертифициран като двойно платинен от FIMI за над 100 хил. продадени копия. През октомври 2018 г. албумът е сертифициран като три пъти платинен за това, че е продал над 150 хил. копия в Италия, и в същото време песента Avrò cura di tutto (взета от диска) е сертифицирана като златна.
На 26 февруари 2016 г. излиза вторият сингъл Comunque andare („Където и да отидеш“), сертифициран като четворно платинен. На 1 април 2016 г. излиза албумът на Лоредана Берте Amici non ne ho... ma amiche sì!, в който двете певици пеят в дует песента Sei bellissima („Прекрасна си“), извлечен като сингъл на 28 април 2016 г.
На 12 май, по повод участието си в телевизионното шоу E poi c'è Cattelan, певицата се опитва да постави нов рекорд за най-голям брой дуети в рамките на две минути (с 19 души). На 20 май пристига сертификатът за включването ѝ в Книгата на рекордите на Гинес.
На 17 март 2016 г. като трети сингъл излиза едноименният Vivere a Colori, последван на 16 април от четвъртия сингъл Sul ciglio senza far rumore („На ръба без да вдугаш шум“).
Аморозо се оказва петата изпълнителка и първата италианска певица, най-слушана в Spotify през 2016 г., както и в Топ 50 на международната класация Social 50, съставяна седмично от сп. Билборд, която взема предвид успех в социалните мрежи (Фейсбук, Туитър, Инстаграм и Ютюб) на изпълнителите, където тя достига 32-ра позиция.
На 17 май същата година излиза и петият сингъл от албума Vivere a colori – Fidati ancora di me („Довери ми се отново“), който е сертифициран със злато от FIMI.

### Албум10
На 5 октомври 2018 г. Алесандра Аморозо издава шестия си студиен албум 10 – заглавието е избрано, за да отпразнува десетте си години соло кариера. Като предварителен преглед на албума са издадени синглите La stessa („Същата“) и Trova un modo („Намери начин“). През първата седмица от издаването си албумът е сертифициран като златен за продажба на над 25 хил. копия.
На 4 януари 2019 г. певицата издава третия си сингъл Dalla tua parte („На твоя страна“). Следващият месец тя гостува на 69-ия Фестивал в Санремо и получава овациите на публиката благодарение на изпълнението си на Io che non vivo (senza te) („Аз, която не живея (без теб)“) с Клаудио Балиони.
Националното турне за албума започва на 5 март 2019 г. На 29 излиза четвъртият ѝ сингъл Forza e coraggio („Сила и смелост“). В началото на юни излиза сингълът Mambo Salentino, записан от група Boomdabash в сътрудничество с певицата; той е сертифициран като тройно платинен.
На 23 юни Аморозо обявява, че ще вземе почивка от света на музиката, за да се посвети на личния си живот.
На 20 декември излиза нова версия на Immobile, озаглавена Immobile 10 + 1, по повод десетгодишната кариера на певицата.

### АлбумTutto accade
През 2020 г. Аморозо си сътрудничи отново с група Boomdabash при създаването на сингъла Karaoke, издаден на 12 юни и по-късно включен в компилацията Don't Worry (Best of 2005 – 2020) на квартета.
На 15 януари 2021 г. излиза сингълът Pezzo di cuore („Парче сърце“) заедно с Ема Мароне, съдържащ се в компилацията Best of ME.
На 7 и 8 април излизат синглите Piuma („Перо“) и Sorriso grande („Голяма усмивка“), представени на живо по време на концерт на певицата в Рим, в стрийминг на живо.
На 13 юли на стадион „Сан Сиро“ в Милано се провежда концерт-събитието Tutto Accade a San Siro.
На 3 септември излиза третият сингъл от албума – Tutte le volte („Всичките пъти“), а студийният албум на певицата Tutto accade („Всичко се случва“) е очакван на 22 октомври 2021 г. Четвъртият сингъл – Canzone inutile („Ненужна песен“) излиза на 12 ноември. През 2022 г. неиздаваните сингли Camera 209 и Notti blu („Сини нощи“) са издадени дигитално, включени малко след това в цифровото преиздаване на албума.
За да популяризира албума, певицата също предприема промоционално турне, което кулминира с концертното събитие Tutto accade a San Siro, което се провеждана стадион „Джузепе Меаца“ в Милано, като по този начин става втората изпълнителка, която се изявява там след Лаура Паузини. На 11 юни 2022 г. изпълнява на благотворителния концерт срещу насилието над жени Una. Nessuna. Centomila на Камповоло в Реджо Емилия заедно с Елиза, Джорджа, Ема Мароне, Лаура Паузини, Фиорела Маноя и Джана Нанини.
През 2024 г. участва във Фестивала на италианската песен в Санремо с песента Fino a qui, която се класира на девето място на финалната вечер. На 8 май 2024 г. участва в преиздаването на Una. Nessuna. Centomila – in Arena. В края на същия месец издава последния си сингъл Mezzo rotto в сътрудничество с BigMama, който достига шесто място в класациите през лятото.

## Стил и влияния
Алесандра Аморозо, поп певица на италианската музикална сцена, многократно заявявава, че предпочита афроамериканската музика. Тя притежава песъкоструен тембър, също определян като черен глас. Певецът Лука Джурман открива някои прилики с Анита Бейкър.
Певицата декларира, че нейните основни музикални влияния са Анастейша, и тя би искала да стане като бялата жена с черния глас, Арета Франклин за чуждестранна музика и Мина за италианската музика.

## Личен живот
След края на връзката си с Лука (2014) – приятел от детството и първа голяма любов в живота ѝ, певицата започва връзка със Стефано Сетепани – един от изпълнителните продуценти на шоуто за таланти Amici, както и неин мениджър. Двамата се запознават зад кулисите на добре познатата телевизионна програма, водена от Мария Де Филипи. През 2020 г. те прекратяват връзката поради различни възгледи относно бъдещето. Към 2021 г. не е омъжена и няма деца. През 2023 г. започва връзка със звукоинженера Валерио Пасторе.
Нейните талисмани са медальон с Богородица и медальон със Свети Антоний Падуански, подарени ѝ от баба ѝ. Любимата ѝ песен е Clip His Wings, съдържаща се в албума Il mondo in un secondo.
Има няколко татуировки, но особено харесва лего-то на рамото си – символ на липсващите парчета от живота ѝ. Има и татуировка на кучето си Бъди, умряло през 2018 г. След него осиновява кучето Пабло.
Има къща в град Лече. Живяла е в Манхатън (Ню Йорк), но към 2021 г. живее в Рим.
Има близки отношения с певеца Тициано Феро, който пише за нея песента Difendimi per sempre, както и с водещата шоуто за таланти Amici Мария Де Филипи. Обича плуването и конната езда.

## Дискография

### Студийни албуми
- 2009 – Senza nuvole
- 2010 – Il mondo in un secondo
- 2013 – Amore puro
- 2015 – Alessandra Amoroso
- 2016 – Vivere a colori
- 2018 – 10
- 2021 – Tutto accade

### Концертни албуми
- 2011 – Cinque passi in più
- 2019 – 10, io, noi

## Турнета
- 2009 – Stupida tour
- 2010 – Senza nuvole live tour
- 2010 – Un'estate senza nuvole live tour
- 2011 – Il mondo in un secondo live tour
- 2011 – Il mondo in un secondo summer tour
- 2013 – Amore puro tour
- 2016/17 – Vivere a colori tour
- 2019 – 10 tour
- 2022 – Tutto accade tour
- 2024 – Fino a qui in tour

## Телевизия
- Grazie a tutti (Rai 1, 2009) – съводеща
- Amici di Maria De Filippi 17 (Canale 5, 2018) – жури
- Partita del cuore (Rai 1, 2020) – капитан на отбор
- Tutto accade a San Siro (Canale 5, 2022)

## Филмография
- Io che amo solo te, реж. Марко Понти (2015)

## Награди и признания
2009
- Носителка на Наградата на критиката в осмото издание на шоуто за таланти Amici di Maria De Filippi
- Музикални награди Уинд за продажбите на EP-то Stupida и на компилацията Scialla заедно с колегите от шоуто Amici ди Maria De Filippi[108]
- Римска награда за видеоклип за музикалния видеоклип на Senza nuvole
- Talento Donna 2009, за това, че демонстрира таланта си и се отличава в женската област от другите си колежки
- Награда на критиката на Musica e Dischi за EP-то Stupida като най-добра първа творба

2010
- Награда за многоплатинен албум на Музикални награди Уинд за Senza nuvole[31][109]
- Награда Барок

2011
- Награда за многоплатинен албум на Музикални награди Уинд за Il mondo in un secondo[44]

2012
- Награда за многоплатинен албум на Музикални награди Уинд за Cinque passi in più
- Награди Rockol за най-добра италианска песен с Ciao
- Награди Rockol за най-добър италиански видеоклип с Ciao

2013
- MTV Autumn Clash за най-добър албум с Amore puro
- Награди Rockol като най-добрата италианска песен с Amore puro

2014
- Музикални награди 2014 г. – награда за платинен албум за Amore puro
- MTV Love Clash за най-добър сингъл за Свети Валентин с Fuoco d'artificio
- Награди на Ем Ти Ви 2014: Жена чудо
- Летен фестивал: Песен на лятото (3-ти епизод) с Non devi perdermi
- Нощ на средиземноморските ноти – награда за върховни постижения на Пулия: Личност на годината
- MTV EMA 2014: Най-добър италиански изпълнител
- MTV EMA 2014: Най-добър изпълнител на Южна Европа
- Статия в речника на поп-рока на Zanichelli 2015[110]

2015
- Соренто внаграждава една звезда
- Onstage Awards: Най-добра фен база[111]
- Награди на Ем Ти Ви 2015: Жена чудо

2016
- Латински музикални италиански награди за най-добра международна песен на годината за Comunque andare
- Книга на рекордите на Гинес: Най-пренаселен дует в историята на музиката
- Музикални награди Уинд – награда на платинен албум за Vivere a colori
- Музикални награди Уинд – награда на платинен сингъл за Comunque andare
- Римска награда за видеоклип за музикалния видеооклип на Vivere a colori

2017
- Музикални награди Уинд – награда Арена за успеха на албума Vivere a Colori
- Музикални награди Уинд – награда платинен Live за успеха на турнето Vivere a Colori

2019
- Музикални награди SEAT – награда за платинен албум за 10
- Музикални награди SEAT за успеха на 10 Tour